# SN 1961F
SN 1961F – supernowa typu II-L odkryta 18 lutego 1961 roku w galaktyce NGC 3003. Jej maksymalna jasność wynosiła 13,00m.